# Lambertus van Erp
Lambertus van Erp (Boxtel, 31 december 1805 – Rosmalen, 2 januari 1880) was een Nederlands burgemeester.
Hij begon in 1828 zijn carrière als onderwijzer in Hintham. In 1844 werd Van Erp de gemeenteontvanger van Rosmalen, en twee jaar later kreeg hij de functie van gemeentesecretaris erbij. In 1852 volgde zijn benoeming tot burgemeester van Rosmalen, en vanaf 1858 was hij tevens burgemeester van Nuland. Deze functies behield Van Erp tot hij begin 1880 op 74-jarige leeftijd overleed.